# Meteorus rubens
Meteorus rubens es una especie de avispa parasitoide perteneciente a la familia Braconidae que ataca importantes plagas de cultivos, como el gusano cortador negro, Agrotis ipsilon, aún en la presencia de un mayor número de larvas de otras especies.
Se ha demostrado que las avispas se capturan fácilmente mediante el uso de trampas cebadas con aceites de mostaza. Son portadoras de virus ARN Rioviridae, uno de los pocos parasitoides que los transmiten.